# William Brewster (cónego)
William Brewster (falecido em 1465) foi um cónego de Windsor de 1432 a 1437.

## Carreira
Ele foi nomeado:
- Prebendário de Lincoln 1437
- Prebendário de Neasden em São Paulo 1442-1465
- Reitor de Shitlyngdon de Arlesey, Bedfordshire
- Reitor de São Nicolau ad Macellas 1435 - 1438

Ele foi nomeado para a décima bancada na Capela de São Jorge, Castelo de Windsor em 1432 e manteve a canonaria até 1437. Em 1439 ele foi nomeado para a primeira bancada que ocupou até 1465.